# Distacodus
Genre
Synonymes
- Machairodia Smith, 1907
- Machairodus Pander, 1856

Distacodus est un genre fossile de conodontes de la famille des Drepanoistodontidae.
Les différentes espèces ont été trouvées dans des terrains datant de l'Ordovicien.

## Classifciation
Selon Paleobiology Database en 2023, le genre Distacodus est créé en 1856 par le paléontologue allemand Christian Heinrich von Pander (1794-1865),. IRMNG accorde ce genre a Hinde, 1879,

## Espèces
- †Distacodus oklahomensis
- †Distacodus procerus

noms en synonymie
- †Distacodus comptus (Branson & Mehl, 1933) = †Tropodus comptus (Branson & Mehl, 1933)